# Hilda Clark
.

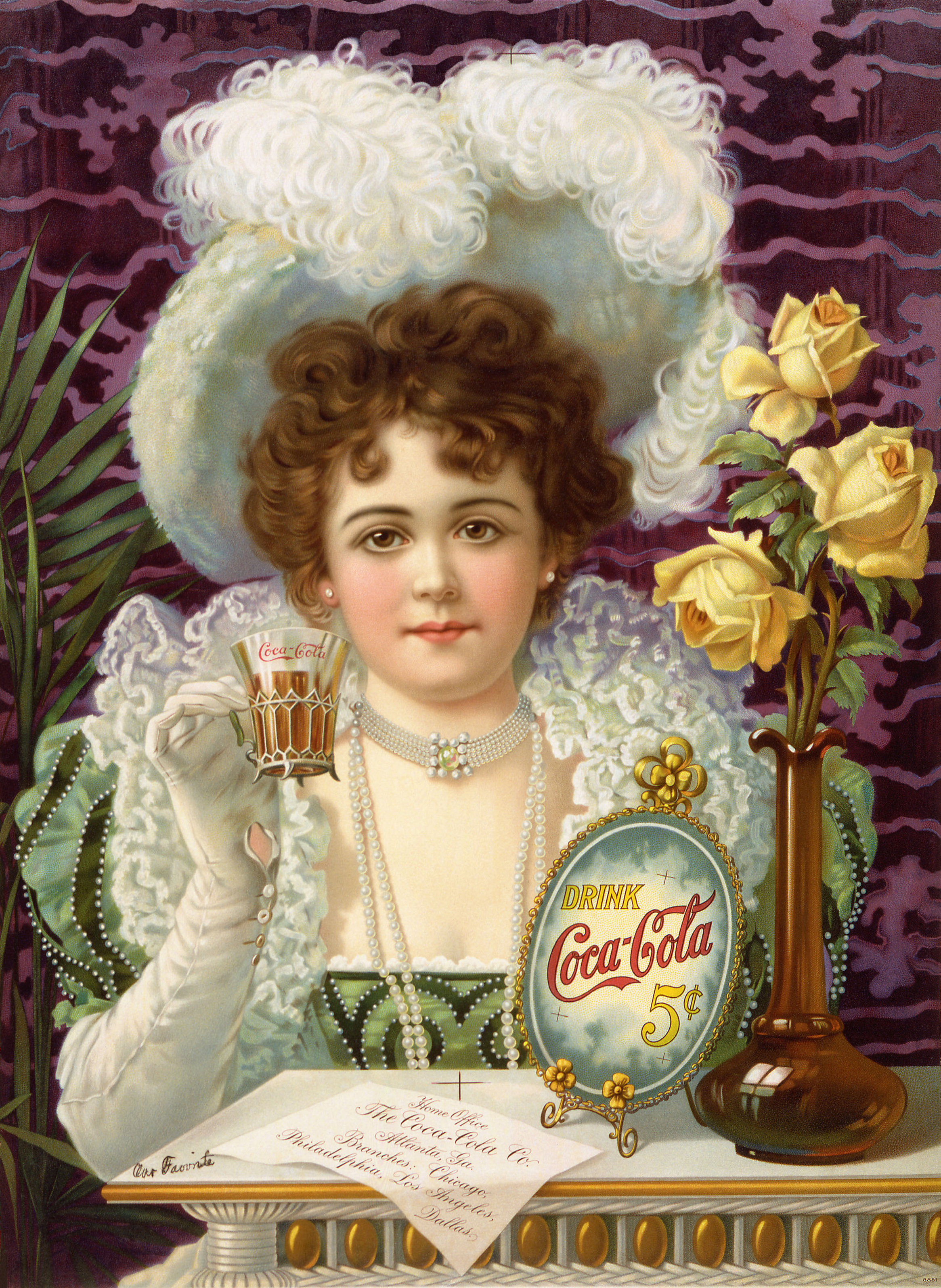
Hilda Clark com a bebida Coca-Cola em um anúncio publicitário da década de 1890, vestida com um traje formal do século XIX

Hilda Clark (Leavenworth, 1872 — Miami Beach, 5 de maio de 1932) foi uma atriz e modelo estado-unidense. Filha de Lydia e Milton Edward Clark, mudou-se muito jovem ao leste de Boston para tornar-se famosa como atriz e cantora de salão. No entanto, Hilda ficou famosa como modelo em 1895, quando foi selecionada para ser a primeira mulher a fazer publicidade da Coca-Cola. Hilda Clark permaneceu como o rosto publicitário da Coca-Cola até fevereiro de 1903, quando casou-se com Frederick Stanton Flower em Nova Iorque, adotando o nome de Hilda Clark Flower.[carece de fontes?]
Frederick era sobrinho do governador de Nova Iorque, Roswell Pettibone Flower. Hilda era uma socialite ativa em Boston, mas reformou-se do palco, quando casou-se e Frederick Flower foi um milionário empenhado em instituições bancárias e diretor de diversos caminhos de ferro. Frederick morreu em dezembro de 1930.
Hilda Clark morreu a 5 de maio de 1932, em Miami Beach, na Flórida[carece de fontes?] e foi sepultada no Cemitério Brookside (Brookside Cemetery), em Watertown, Nova Iorque.